# Вознесенська сільська рада (Чернігівський район)
Вознесенська сільська́ ра́да — орган місцевого самоврядування у Чернігівському районі Чернігівської області. Адміністративний центр — село Вознесенське.

## Загальні відомості
Улянівська сільська рада утворена в 1997 році.
- Територія ради: 5,063 км²
- Населення ради: 1343 особи (станом на 2001 рік)

## Населені пункти
Сільській раді підпорядковані населені пункти:
- с. Вознесенське
- с. Новоселівка

## Склад ради
Рада складається з 16 депутатів та голови.
- Голова ради: Бригинець Віра Петрівна
- Секретар ради: Сисоєва Валентина Григорівна

### Керівний склад попередніх скликань
| ПІБ                     | Основні відомості                                                                       | Дата обрання | Дата звільнення |
| ----------------------- | --------------------------------------------------------------------------------------- | ------------ | --------------- |
| Бригинець Віра Петрівна | Сільський голова, 1949 року народження, освіта вища, член Соціалістичної партії України | 26.03.2006   | 31.10.2010      |
| Бригинець Віра Петрівна | Сільський голова, 1949 року народження, освіта вища, член Партії регіонів               | 31.10.2010   |                 |

Примітка: таблиця складена за даними джерела

### Депутати
За результатами місцевих виборів 2010 року депутатами ради стали:

#### За суб'єктами висування
| Суб'єкт висування | Кількість обраних депутатів | %    |
| ----------------- | --------------------------- | ---- |
| Партія регіонів   | 10                          | 62,5 |
| Самовисування     | 6                           | 37,5 |

#### За округами
| № округу        | Прізвище, ім'я, по батькові   | Дата визнання обраним | Освіта             | Партійна приналежність | Відомості про обраного депутата                                |
| --------------- | ----------------------------- | --------------------- | ------------------ | ---------------------- | -------------------------------------------------------------- |
| Партія регіонів |                               |                       |                    |                        |                                                                |
| 4               | Орел Лариса Олексіївна        | 02.11.2010            | середня спеціальна | член Партії регіонів   | Улянівська сільська рада, касир                                |
| 5               | Гайова Олена Михайлівна       | 02.11.2010            | вища               | член Партії регіонів   | ТОВ «Улянівське», бухгалтер                                    |
| 7               | Семеняга Наталія Михайлівна   | 02.11.2010            | середня спеціальна | член Партії регіонів   | Вознесенський фельдшерсько-акушерський пункт, молодшаМедсестра |
| 9               | Винник Ніна Василівна         | 02.11.2010            | середня спеціальна | член Партії регіонів   | ВАТ «ЧеЗаРа», слюсар                                           |
| 10              | Золотухін Володимир Дмитрович | 02.11.2010            | вища               | член Партії регіонів   | ВАТ «ЧеЗаРа», регул. Аппар.                                    |
| 11              | Шебета Людмила Петрівна       | 02.11.2010            | середня спеціальна | член Партії регіонів   | Чернігівська ЦРЛ, кухар                                        |
| 12              | Макаренко Ольга Кіндратівна   | 02.11.2010            | середня спеціальна | член Партії регіонів   | пенсіонер                                                      |
| 14              | Мозирко Ольга Павлівна        | 02.11.2010            | середня            | член Партії регіонів   | пенсіонер                                                      |
| 15              | Максименко Петро Петрович     | 02.11.2010            | середня спеціальна | член Партії регіонів   | пенсіонер                                                      |
| 16              | Іщенко Петро Миколайович      | 02.11.2010            | вища               | член Партії регіонів   | приватний підприємець                                          |
| Самовисування   |                               |                       |                    |                        |                                                                |
| 1               | Николенко Лідія Михайлівна    | 02.11.2010            | середня            | позапартійна           | Вознесенський клуб-бібліотека, зав.клуб-бібл.                  |
| 2               | Сисоєва Валентина Григорівна  | 02.11.2010            | вища               | позапартійна           | Улянівська сільська рада, секретар                             |
| 3               | Потайчук Людмила Леонідівна   | 02.11.2010            | середня спеціальна | позапартійна           | Улянівська сільська рада, землевпорядник                       |
| 6               | Гребун Ольга Леонідівна       | 02.11.2010            | середня спеціальна | позапартійна           | Улянівська сільська рада, інсп. ВОС                            |
| 8               | Склярець Костянтин Юрійович   | 02.11.2010            | вища               | позапартійний          | ВАТ «ТЄРА», керівник сектор                                    |
| 13              | Барбаш Юрій Григорович        | 02.11.2010            | вища               | позапартійний          | ТОВВП «Чернігівгазмонтаж», майстер                             |